# 村上保
村上 保（むらかみ たもつ、1950年7月7日 - ）は愛媛県大洲市出身の彫刻家・イラストレーター。

## 人物
- 東京学芸大学を卒業後、1974年にモダンアート協会主催のモダンアート展に初出品。その年に新人賞を受賞[1]。1976年に同展にて協会賞・部門賞を受賞[2]。1978年に同協会会員となる[2]。
- 切り絵で使って、村下孝蔵・レインブックのアルバムのジャケット[3]やJF全漁連の季刊誌「漁協（くみあい）」のイラストの表紙を手掛けている。本職だけでなく童話作家やエッセイストとして活躍している。[4]
- 2000年から1年間文化庁派遣芸術家在外研修員としてイギリスに留学。
- 2013年11月に村下孝蔵の出身地熊本県水俣市に「初恋」の歌碑が完成、除幕式を行った。そして自身が手掛けた「少女像」と呼ばれるブロンズ像を設置した[5]。

## 作品

### イラスト
- 合田道人 『童謡の風景2』 中日新聞社開発局出版開発部、2009年7月3日。 ISBN 978-4806205913
- 合田道人 『童謡の風景』 中日新聞社開発局出版開発部、2008年9月。 ISBN 978-4806205746
- 合田道人 『みんなで歌おう童謡・愛唱歌』 Kochi Shinbun、2008年9月18日。 ISBN 978-4875034025
- 渡辺浦人 『赤い鳥 青い鳥』教育出版センター、1985年1月。 ISBN 978-4763242372